# Protesta di piazza Tienanmen
La protesta di piazza Tienanmen (in cinese: 天安门事件 - Tiānānmén shìjiànP) fu una serie di manifestazioni popolari di massa che ebbero luogo principalmente in piazza Tienanmen a Pechino dal 15 aprile al 4 giugno 1989 e culminato nel cosiddetto massacro di piazza Tienanmen (in cinese: 天安门大屠杀 - Tiān'ānmén dà túshāP), quando l'esercito cinese represse violentemente le proteste. Contrariamente a quanto inizialmente riportato dai media, i manifestanti abbandonarono la piazza dopo un negoziato con l'esercito, mentre gli scontri più duri avvennero fuori dal centro di Pechino. La stima dei morti di quei giorni tra i manifestanti varia da 200 a circa 1000, con diverse migliaia di feriti, mentre "alcune decine" di soldati sarebbero stati uccisi.
Le proteste videro la partecipazione di studenti, intellettuali e operai. Il simbolo più noto della rivolta è il Rivoltoso Sconosciuto, un uomo che solo e disarmato si parò davanti a una colonna di carri armati per fermarli. Le fotografie che lo ritraggono sono diventate celebri in tutto il mondo.
L'esito drammatico e un numero complessivo di vittime (morti, feriti e arrestati) ancora oggi incerto accese il dibattito in occidente sulla repressione del governo cinese in tema di diritti umani e libertà di espressione. Inoltre, gli eventi in Cina infervorarono ancor di più gli animi dei manifestanti europei, dando nuovo slancio alle rivolte contro i regimi dell'URSS e degli altri Stati del Blocco orientale (stati-satelliti) che avrebbero portato alla caduta del muro di Berlino (quindi anche del Blocco orientale) e alla dissoluzione dell'Unione Sovietica, evento che segna ufficialmente la fine della guerra fredda, avvenuta nel 1991.
Le proteste di Tienanmen del 1989 furono un momento critico nella storia moderna della Cina: il programma "Riforma e apertura", avviato dopo la Rivoluzione culturale entrò in stagnazione e fu ripreso solo dopo il viaggio nel Sud di Deng Xiaoping nel 1992. Le riforme politiche della Cina alla fine degli anni '80, tuttavia, si interruppero e fallirono.
In Cina parlare di questo evento è considerato un tabù. Sebbene su internet, giornali e documentari si possano trovare varie testimonianze, filmati e immagini riguardanti la protesta, molti documenti di questi e altri generi sono stati occultati dal Partito Comunista Cinese tramite l'utilizzo di censura e disinformazione. Ciò diviene particolarmente evidente durante le commemorazioni organizzate per l'anniversario del massacro: ogni anno, in occasione del 4 giugno, si tengono marce o fiaccolate nel silenzio dei mezzi di comunicazione e sotto lo stretto controllo delle autorità, che tengono sotto osservazione anche i contenuti pubblicati su internet (motori di ricerca, chat e social network compresi) e i dissidenti relegati agli arresti domiciliari.

## Il contesto storico e la morte di Yaobang
La protesta ebbe luogo nello stesso anno nel quale nei Paesi dell'Est europeo incominciavano i fermenti che poi, verso la fine dell'anno, avrebbero portato al rovesciamento di vari Stati comunisti nell'Europa dell'est, fenomeno noto come rivoluzioni del 1989. L'evoluzione della protesta è stata ripartita attraverso cinque episodi: la morte di Hu Yaobang, le sollevazioni, la tregua con le autorità, il confronto, e il massacro.
Il 15 aprile 1989, Hu Yaobang, Segretario generale del Partito Comunista Cinese, morì per un attacco cardiaco. La protesta ebbe inizio in modo relativamente pacato, nascendo dal cordoglio nei confronti del politico, popolare tra i riformisti, e dalla richiesta al Partito di prendere una posizione ufficiale nei suoi confronti. La protesta divenne via via più intensa dopo le notizie dei primi scontri tra manifestanti e polizia. Gli studenti si convinsero allora che i mass media cinesi stessero distorcendo la natura delle loro azioni, che erano solamente volte a supportare la figura di Hu.
Il 22 aprile, giorno dei funerali, gli studenti scesero in piazza Tienanmen, chiedendo di incontrare il Primo ministro Li Peng. La leadership comunista e i media ufficiali ignorarono la protesta e per questo gli studenti proclamarono uno sciopero generale all'Università di Pechino. All'interno del PCC Zhao Ziyang, Segretario generale del Partito, era favorevole a un'opposizione moderata e non violenta nei confronti della manifestazione, riportando il dibattito suscitato dagli studenti in ambiti istituzionali. Favorevole alla linea dura era invece Li Peng, primo ministro, convinto che i manifestanti fossero manipolati da potenze straniere.
Egli, in particolare, approfittò dell'assenza di Zhao, che doveva recarsi in visita ufficiale in Corea del Nord, per diffondere le sue convinzioni. Si incontrò con Deng Xiaoping, che, nonostante si fosse ritirato da tutte le cariche più importanti (ma rimaneva presidente della potente Commissione militare), restava un personaggio estremamente influente nella politica cinese; con lui, si accertò di avere una comunanza di vedute.

## Le proteste
Il 26 aprile fu pubblicato sul Quotidiano del Popolo un editoriale, comunemente attribuito a Deng Xiaoping, che accusava gli studenti di complottare contro lo Stato e fomentare agitazioni di piazza. Questa dichiarazione fece infuriare gli studenti e il 27 aprile circa 50000 persone scesero nelle strade di Pechino, ignorando il pericolo di repressioni da parte delle autorità e chiedendo che queste dichiarazioni venissero ritrattate. Inoltre, i manifestanti avevano paura di essere puniti nel caso in cui la situazione fosse tornata alla normalità. Zhao, tornato dalla Corea del Nord tentò ancora di raffreddare gli animi.

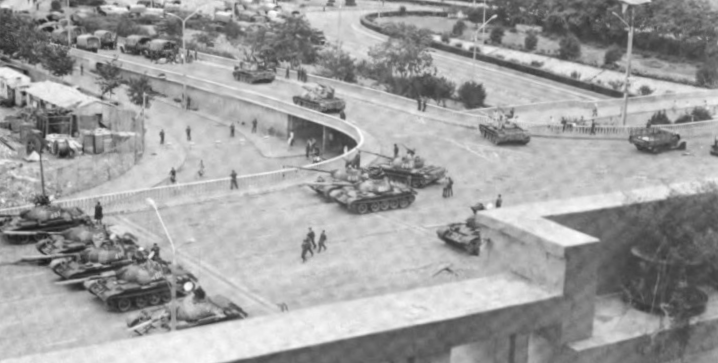
Carri armati a Pechino, luglio 1989.

Il 4 maggio 1989 circa 100000 persone marciarono nelle strade di Pechino, chiedendo più libertà nei media e un dialogo formale tra le autorità del partito e una rappresentanza eletta dagli studenti.
Il clima politico che si respirava in Cina e nel resto del mondo nel 1989 aveva spinto molti professori universitari, studenti e intellettuali alla richiesta della Quinta modernizzazione, un progresso sociopolitico che consiste nella democrazia e nel multipartitismo, la cui creazione si deve all'attivista per i diritti umani Wei Jingsheng (per aver pubblicato questo manifesto, presente sul Muro della Democrazia, Jingsheng è stato imprigionato dal 1979 al 1993 con l'accusa di essere un "contro-rivoluzionario"). 

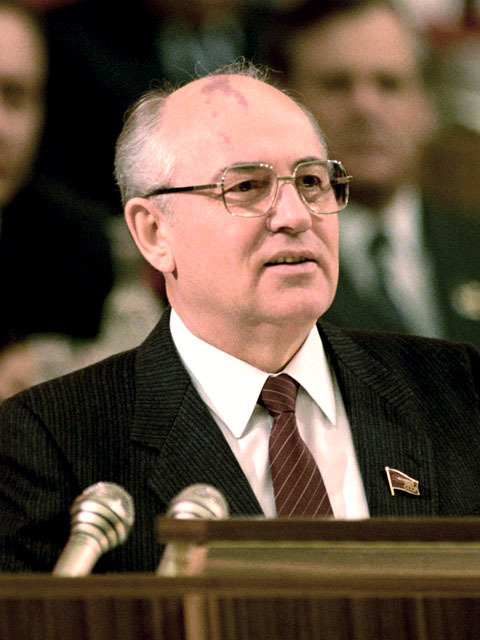
Michail Gorbačëv, ultimo segretario generale del PCUS e presidente sovietico, visitò la Cina durante la protesta di piazza Tienanmen.

Questi pensatori vennero influenzati soprattutto da riforme economiche e sociali come quella della glasnost' ("trasparenza" in russo), attuata dal presidente dell'Unione Sovietica Michail Gorbačëv. Gli studenti denunciarono pubblicamente l'insicurezza che regnava nel campus, la mancanza di dibattiti e il nepotismo a favore dei figli dei membri del PCC. Gli insegnanti protestavano perché non venivano più pagati. Le petizioni che circolavano chiedevano la liberazione dei prigionieri politici. Anche se in principio fortemente represse, queste idee ricevettero un'accoglienza più favorevole da parte di alcuni riformatori di Deng Xiaoping verso la metà degli anni ottanta, cioè Zhao Ziyang e Hu Yaobang. Durante la protesta di piazza Tiananmen, molti dei manifestanti presero d'esempio la destituzione di Hu come simbolo del nepotismo del potere politico cinese, accusando Deng di aver silurato tutti quelli che non seguivano la sua politica. Gli studenti in particolare elogiavano le idee di Hu a favore della libertà di parola e di stampa.
(Dichiarazione degli studenti, 16 maggio 1989)

## La tregua con le autorità
A questo punto si instaurò una tregua, ma senza che gli studenti riuscissero a convincere la leadership del Partito a instaurare un dialogo realmente costruttivo. In un primo momento la protesta sembrò sul punto di rifluire.

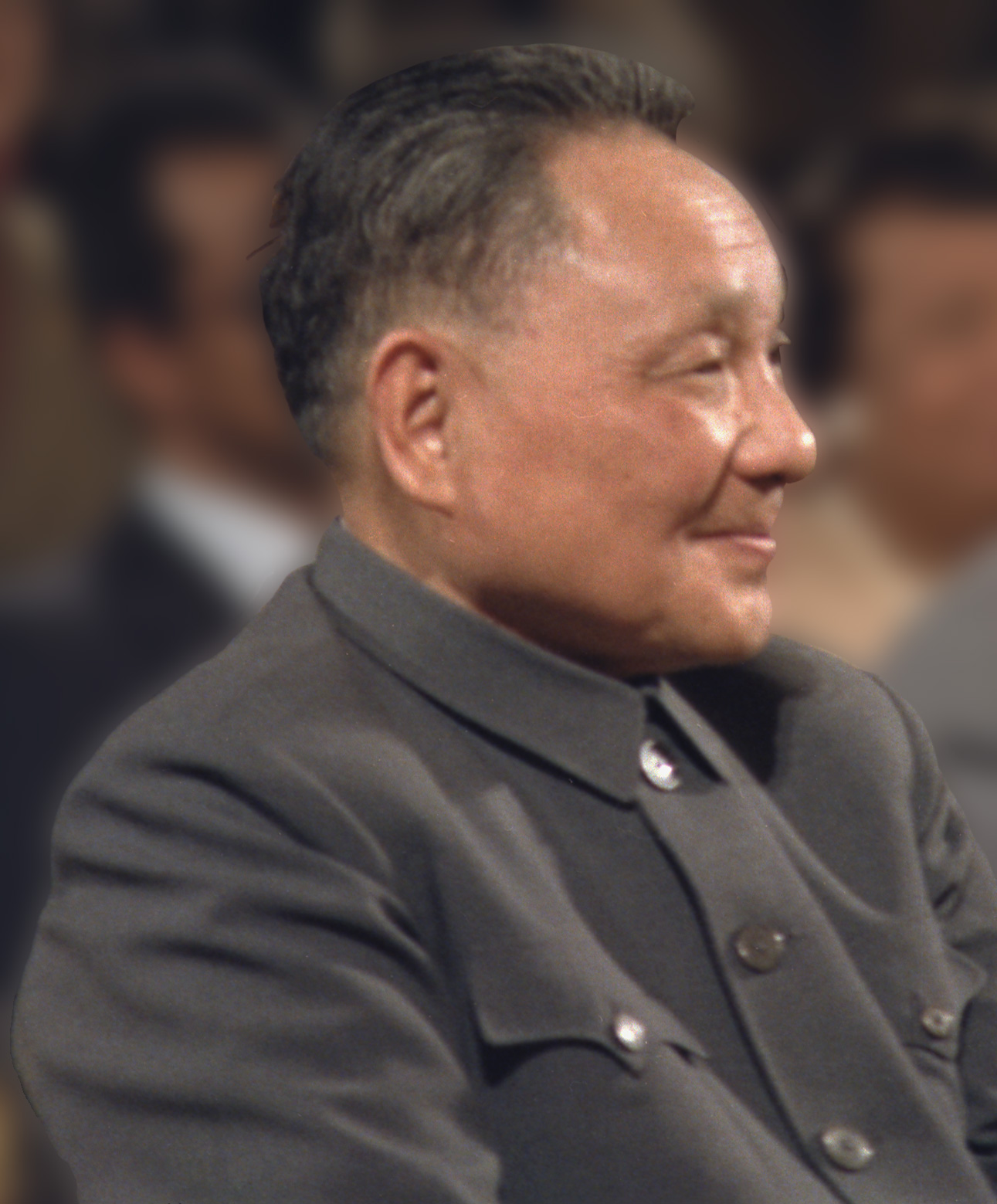
Deng Xiaoping, de facto capo del PCC e del governo cinese dal 1978 al 1992. Giustificò la cruenta repressione della protesta come una misura necessaria per mantenere l'ordine sociale e continuare un efficace progresso economico.

In questo contesto si inserì la visita del Segretario del PCUS Michail Gorbačëv in Cina, prevista per la metà di maggio. Si trattava di un evento storico in quanto rappresentava la riconciliazione tra le due potenze dopo 19 anni di ostilità diplomatica. Il 13 maggio, duemila studenti decisero di insediarsi in piazza Tienanmen e le loro richieste si radicalizzarono ulteriormente: non solo chiedevano una legittimazione, ma accusavano di corruzione il Partito Comunista Cinese e il tentativo di ritornare al conservatorismo di Deng Xiaoping; si espressero apertamente affinché quello che stava avvenendo fuori dalla Cina, e in particolare in Unione Sovietica e nell'Europa dell'Est, potesse favorire anche in Cina l'attuazione di riforme democratiche. Gorbačëv in tale situazione rappresentò un simbolo del rinnovamento e delle riforme. Alcuni studenti iniziarono uno sciopero della fame. In migliaia si unirono a questa protesta, supportata dagli abitanti di Pechino.
Tuttavia iniziò a crearsi un profondo malcontento tra gli oppositori al regime cinese, in particolare tra i membri del Movimento democratico; uno storico conosciuto come Minzhu Han disse che il movimento "appariva essere sprofondato nel suo fondo. Il numero di studenti nella piazza cominciava a diminuire. Quelli che rimanevano non sembravano avere una chiara leadership: Chai Ling, stanca e demoralizzata dalle difficoltà di tenere il Movimento unito, si dimise. La piazza era degenerata in una baraccopoli, disseminata di spazzatura e pervasa dal tanfo dei rifiuti e dai traboccanti water portatili...Tienanmen, una volta un magnete che attirava enormi masse, era diventata solo un campeggio incustodito di poco conto per i cittadini, molti dei quali consideravano la battaglia per la democrazia persa". Verso la fine di maggio, i manifestanti innalzarono al centro della piazza, di fronte all'immagine di Mao Zedong, un'enorme statua, alta 10 metri, chiamata "Dea della Democrazia", costruita in polistirolo e cartapesta sopra un'armatura metallica a opera degli studenti dell'Accademia Centrale delle Belle Arti. Grazie a questa statua-simbolo, che aveva rincuorato l'animo dei manifestanti, la gente ritrovò la fiducia e riprese a protestare con entusiasmo. Tra i manifestanti erano presenti anche comunisti dissidenti che cantavano l'internazionale.
Va comunque rimarcato che questi moti avevano motivazioni internamente contraddittorie ed estremamente "nazionaliste". Identificarli come una semplice richiesta di "democrazia all'occidentale" sarebbe una banalizzazione. Negli eventi di piazza Tienanmen del 1989 sfociò un biennio di agitazione che aveva coinvolto tutto il paese, sia a sfavore di alcune riforme di modernizzazione economica, sia a favore di una maggiore trasparenza della pubblica amministrazione e di aumento della libertà di stampa, associazione e riunione. I manifestanti chiedevano anche una liberalizzazione sociale, politica ed economica.
In questo contesto lo stesso Partito Comunista Cinese era tutt'altro che monolitico, i sostenitori dell'appena scomparso Hu Yaobang erano favorevoli in linea di massima a un piano di riforme in sintonia con la glasnost' e con la perestrojka sovietica, settori della gioventù comunista ufficiale, legati a questi ambienti, erano presenti nella piazza, mentre alcuni dirigenti riformisti del partito erano lodati dai manifestanti (Zhao Ziyang e Hu Yaobang).
Accanto alla "Dea della Democrazia" si videro anche ritratti di Mao e vi furono frequenti riferimenti al partito comunista "delle origini", così come a Sun Yat Sen. Questi sviluppi, compresa la presenza di supporter di alcune figure interne al comitato centrale, come Zhao Ziyang tra i manifestanti, o il quadro ideologico che faceva riferimento alle Quattro modernizzazioni (scienza e tecnologia, agricoltura, industria e difesa nazionale), e alla richiesta di aggiungerne una Quinta (cioè la democrazia), facevano temere ai conservatori del PCC uno sviluppo simile a quelli ben presenti nella storia cinese, sebbene di segno opposto ("riformista" e non "radicale" per usare categorie occidentali) rispetto a quello operato da Mao a metà degli anni sessanta con le sue Guardie Rosse.
Proprio il timore che la rivolta studentesca degenerasse come in quei casi contribuì a rinforzare le posizioni dei conservatori, e a far loro guadagnare la maggioranza all'interno degli organi del PCC.
La protesta assunse un carattere decisamente vasto e popolare; i dirigenti cinesi si trovarono di fronte a un grave problema: venne di fatto data una scadenza per risolvere la questione, con il rischio di creare dei martiri che avrebbero potuto destabilizzare ulteriormente il regime, senza contare la crescente simpatia di cui gli studenti godevano tra la popolazione. I dirigenti del PCC però non riuscirono ancora a trovare una linea condivisa per rispondere alla protesta.
Durante la visita di Gorbačëv, il 16 e il 17 maggio, la mobilitazione continuò, portando in piazza centinaia di migliaia di persone. La protesta si era diffusa anche fuori dalla città di Pechino, arrivando a coinvolgere oltre 300 città. In questo contesto, si sottolineò il riformismo di Zhao Ziyang, che era favorevole al dialogo e a una soluzione pacifica. Per sua sfortuna l'ala conservatrice del partito questa volta era ispirata dallo stesso Deng Xiaoping, massima autorità di fatto, che accusava i manifestanti di essere dei "controrivoluzionari al soldo delle potenze estere".

## Gli scontri

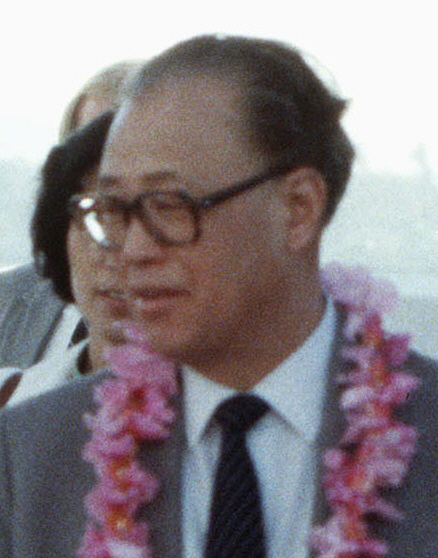
Zhao Ziyang, l'unico esponente del PCC che difese i manifestanti e tentò di salvarli. Per questo motivo fu in seguito condannato agli arresti domiciliari a vita.

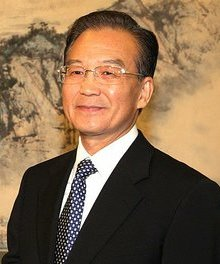
Wen Jiabao accompagnò e aiutò Zhao Ziyang durante gli incontri con i manifestanti. Nonostante ciò, non venne punito dal governo.

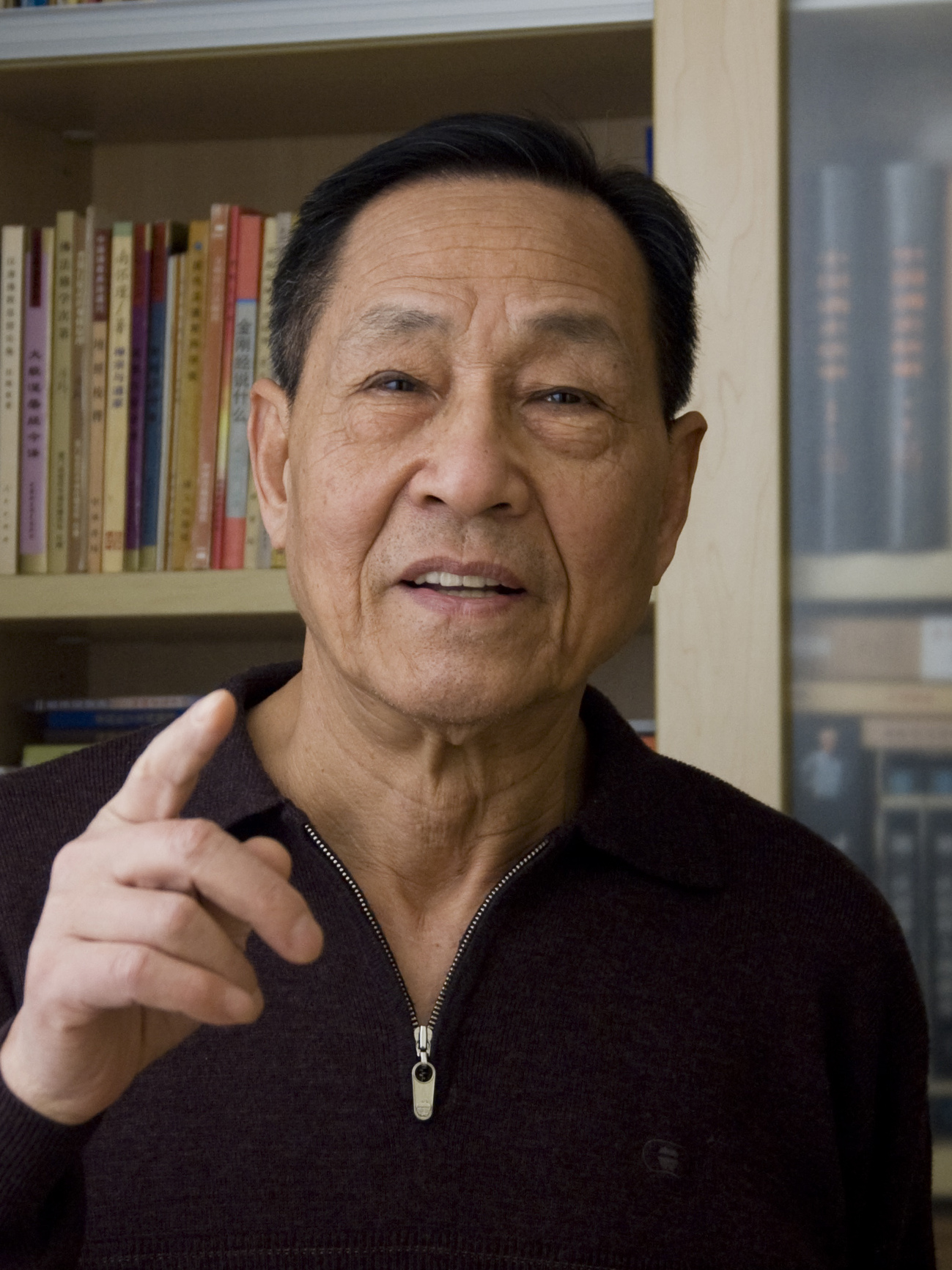
Bao Tong, segretario di Zhao Ziyang e sostenitore del movimento liberale, venne incarcerato in seguito ai fatti di Tienanmen.

Voi siete ancora giovani, ci sono ancora molti giorni a venire, dovete vivere in salute e vedere il giorno in cui la Cina compirà le quattro modernizzazioni. Voi non siete come noi, noi siamo già vecchi, per noi non è più importante. Non è facile che questa nazione e i vostri genitori vi supportino a tornare nelle università. Adesso voi siete tutti più o meno sulla ventina, e volete sacrificare le vostre vite così facilmente, studenti, non potete pensare razionalmente? Adesso la situazione è molto seria, lo sapete tutti, il Partito e la nazione sono molto nervosi, l'intera società è molto preoccupata. Inoltre, Pechino è la capitale, la situazione sta peggiorando sempre più dappertutto, questo non può continuare. Tutti gli studenti hanno una buona volontà, e voi siete il bene della nostra nazione, ma se questa situazione continua, perde il controllo, causerà serie conseguenze in molti posti.
In conclusione, ho solo un desiderio. Se fate finire lo sciopero della fame, il Governo non chiuderà la porta del dialogo, mai! Le domande che voi avete posto, possiamo continuare a discuterle. Anche se è un po' lento, stiamo arrivando a un qualche accordo su alcuni problemi. Oggi voglio solo vedere gli studenti, e esprimere i nostri sentimenti. Spero che gli studenti penseranno riguardo a questo problema con calma. Questa cosa non può essere sviluppata in modo chiaro in situazioni irrazionali. Tutti voi avete quella forza, siete giovani dopo tutto. Anche noi siamo stati giovani, abbiamo protestato, ci siamo stesi sui binari della ferrovia, non abbiamo mai pensato a cosa sarebbe successo nel futuro a quel tempo. Infine, prego gli studenti ancora una volta, pensate al futuro con calma. Ci sono molte cose che possono essere risolte. Spero che tutti voi smetterete lo sciopero della fame presto, grazie.»
(Zhao Ziyang, 19 maggio 1989)
Di fronte all'immobilismo attendista della maggior parte dei dirigenti del Partito, fu Deng Xiaoping, probabilmente ancora uomo forte del regime, a prendere l'iniziativa, decidendo insieme agli anziani del Partito la repressione militare. La notte del 19 maggio, per porre fine alla protesta, fu quindi promulgata la legge marziale. Nella storia della Repubblica popolare cinese la legge marziale era stata proclamata una sola volta a Lhasa, capitale del Tibet, e ora si trattava di dichiararla a Pechino, capitale dello Stato. Zhao Ziyang fu l'unico dirigente del PCC a votare contro la promulgazione della legge marziale. Poche ore dopo, sfidò apertamente il Partito quando si presentò tra gli studenti di piazza Tienanmen, cercando di convincerli a terminare l'occupazione della piazza al più presto possibile (tale atto fu il motivo finale che portò Zhao a essere rimosso da qualsiasi carica politica e in seguito condannato agli arresti domiciliari a vita).
La notte del 19 maggio venne quindi convocato il Comitato permanente dell'ufficio politico, organo comprendente i massimi dirigenti del PCC, al quale spettava l'imposizione della legge marziale: alcune fonti riferiscono che Zhao Ziyang fu il solo su 5 a votare contro, altre dicono che, non essendo stata trovata una maggioranza (2 a favore, 2 contro e 1 astenuto), Deng la impose unilateralmente. Resta comunque il fatto che all'esercito, il giorno dopo, fu ordinato di occupare la capitale.
Zhao Ziyang tentò quindi una mossa disperata: all'alba del 20 maggio si presentò in piazza Tienanmen e tentò di convincere gli studenti a interrompere lo sciopero della fame e l'occupazione della piazza, promettendo un nuovo negoziato e che le loro ragioni sarebbero state ascoltate.
Nonostante la sincera ed evidente preoccupazione di Ziyang e le proposte di un nuovo negoziato, i manifestanti non lo ascoltarono e l'episodio decretò anche la fine della sua carriera politica (pochi giorni dopo fu arrestato). Nemmeno la proclamazione pubblica della legge marziale convinse i manifestanti ad arrendersi.
All'inizio l'esercito incontrò una forte resistenza da parte della popolazione e si astenne dal reagire con la forza. La situazione restò quindi paralizzata per 12 giorni.

## La repressione
(Zhao Ziyang, da Prisoner of the State: The Secret Journal of Premier Zhao Ziyang)
Anche in questo caso fu Deng a prendere la decisione finale: in quanto presidente della Commissione militare centrale, fece pervenire alle truppe l'ordine di usare la forza. La notte del 3 giugno l'esercito iniziò quindi a muoversi dalla periferia verso piazza Tienanmen. Di fronte alla resistenza che incontrarono, le truppe aprirono il fuoco e arrivarono in piazza.

### Le indecisioni degli "Otto Immortali"
Sebbene tutti i membri della Commissione, eccetto Zhao Ziyang, avessero votato a favore della repressione violenta della manifestazione, in principio le cose erano molto diverse e i membri anziani del PCC, soprannominati Otto Immortali (termine con il quale si identificano i membri più longevi e anche più potenti e influenti del Partito), avevano opinioni contrastanti riguardo al trattamento degli studenti e alle decisioni sul negoziato.
In teoria gli Otto Immortali, siccome non ricoprivano più nessuna carica politica, non avrebbero dovuto prendere decisioni sul da farsi riguardo alla protesta di piazza Tienanmen, compito che sarebbe invece spettato al Segretario Generale del Partito (all'epoca Zhao Ziyang), ufficialmente l'unica vera autorità in materia; ma le cose non andarono così: la fama e il prestigio che si erano procurati nel corso degli anni li rendevano rispettati e temuti anche dal resto del PCC e del governo cinese, ottenendo quindi uno status di "intoccabili" (Deng Xiaoping in particolare). In linea di massima, gli Otto votarono tutti a favore della sanguinosa repressione della protesta suggerita da Deng, che non prendeva nemmeno in considerazione le richieste di democrazia e di liberalizzazione politica avanzate dai dimostranti.
Col passare del tempo gli anziani del PCC divennero non solo i difensori delle riforme economiche attuate da Deng, ma anche le torri di guardia del potere assoluto del Partito. Il loro scontro con i dimostranti, sebbene consolidasse la loro autorità nel Governo cinese, gettò cattiva luce su tutti loro, soprattutto su Deng.

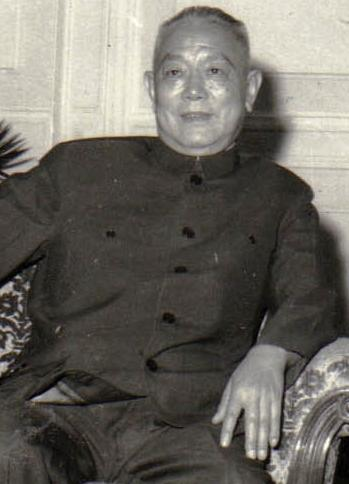
Li Xiannian

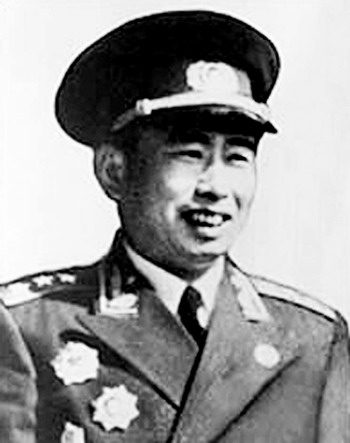
Song Renqiong

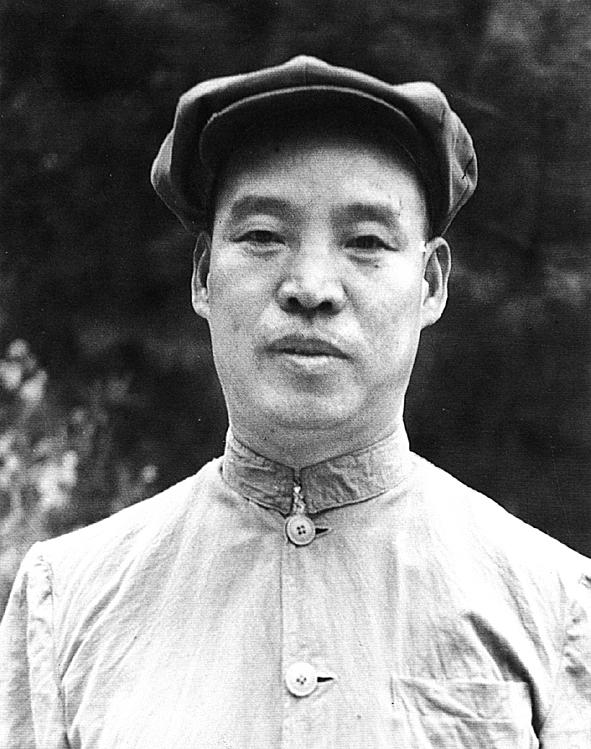
Peng Zhen

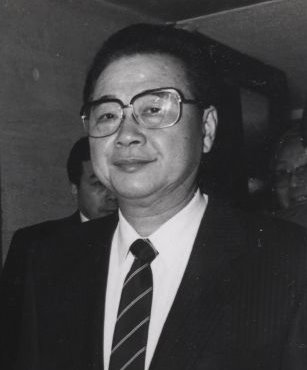
Li Peng

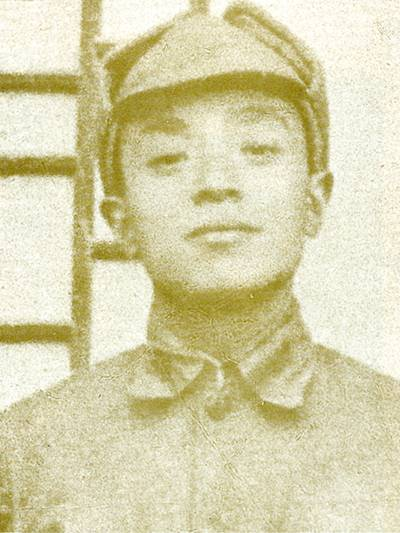
Yang Shangkun

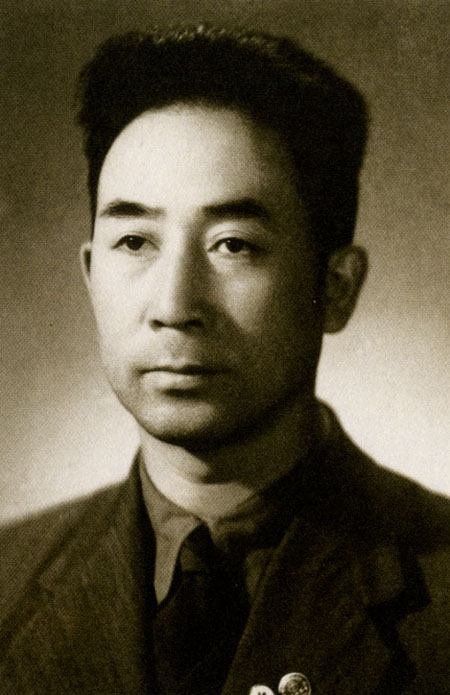
Bo Yibo

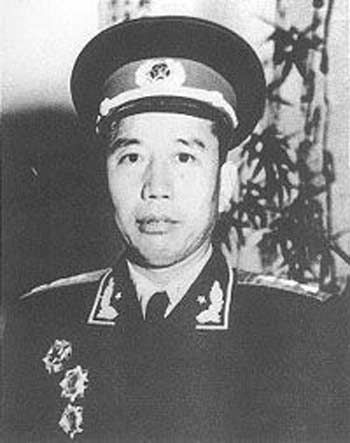
Wang Zhen

- Li Peng: "Un conservatore fedele alla linea dura", come descritto da Chen Xitong[36]. Li Peng rifiutò in ogni modo di negoziare con i manifestanti e divenne quindi uno dei politici più additati da questi ultimi[37]. Uno dei maggiori esponenti del Movimento democratico cinese e leader dei protestanti, Wang Dan, rimproverò pubblicamente a Peng sulla Televisione Nazionale di non aver ascoltato i bisogni della popolazione. Alcuni affermarono che delle dichiarazioni di Dan avessero insultato Li Peng personalmente, inasprendo la sua determinazione nel porre fine alla protesta con mezzi violenti[38]. Fra gli altri membri anziani del governo centrale, Li Peng divenne uno di quelli che favorì più intensamente la violenza. Dopo aver ottenuto il supporto dalla maggior parte dei suoi colleghi, Deng Xiaoping compreso, Peng promulgò ufficialmente la legge marziale il 20 maggio 1989, dando così inizio al "massacro di piazza Tienanmen". Dopo la strage e la morte di un numero non ancora ben preciso di persone, Li Peng affermò che la repressione era stata una vittoria storica del comunismo[39], e scrisse che la sua paura per i protestanti avrebbe potuto essere potenzialmente dannosa in Cina, così come lo era stata la Rivoluzione culturale[38]. Per il suo ruolo-chiave nella strage, Li Peng viene spesso rinomato come "il macellaio di Tienanmen"[36][40][41].
- Yang Shangkun: Venne eletto Presidente della Repubblica popolare cinese nel 1988 ma, secondo la Costituzione del 1982, il ruolo che gli era stato assegnato era solo simbolico[42]; i veri poteri statali e di partito li deteneva ancora Deng Xiaoping (a Shangkun erano stati donati formalmente il potere esecutivo del segretario generale del PCC e del Primo Ministro). Shangkun ebbe un ruolo-chiave durante le manifestazioni studentesche del 1989 tenutesi a piazza Tienanmen e le decisioni da lui prese furono fondamentali nel cambiamento della struttura politica cinese. All'inizio Shangkun simpatizzava per i manifestanti e si era schierato dalla parte di Zhao Ziyang per sostenerli. La posizione adottata da Zhao venne contestata dall'allora primo ministro Li Peng, che propose di sopprimere i fuochi della protesta con l'uso della forza, e che ingaggiò uno scontro interno di potere politico con Zhao per convincere gli altri anziani del PCC a sostenere le sue idee. Divenuto chiaro che Peng otteneva molto più consenso da parte degli anziani, Shangkun cambiò posizione e si schierò con Peng. Nel maggio 1989 Shangkun apparve in televisione con Peng e denunciò le dimostrazioni studentesche come una forma di "anarchia" e fu favorevole all'imposizione della legge marziale su vaste zone della capitale gremite di manifestanti. Per ordine di Deng Xiaoping, Peng mobilitò e organizzò la soppressione della protesta, operazione nel quale centinaia (e forse migliaia) di studenti vennero trucidati durante il 4 giugno e nei giorni successivi[42]. Alla repressione della protesta partecipò anche Yang Jianhua, nipote di Shangkun. Dopo i fatti di piazza Tienanmen, Shangkun (anche grazie al fatto che la repressione avesse costretto Deng a lasciare la Commissione Militare) ottenne un potere enorme e influente nell'Esercito Popolare di Liberazione. Insieme al suo fratellastro minore, il generale Yang Baibing[35][43], purgò ogni militare che non avesse sostenuto sufficientemente la soppressione violenta della protesta da parte del governo. Shangkun cominciò quindi a organizzare un complotto per occupare gli alti ranghi dell'esercito facendo eleggere o nominare i suoi sostenitori, generando un certo risentimento tra gli altri militari anziani, che accusavano Shangkun di tentare di dominare l'Esercito e possibilmente di sfidare l'autorità di Deng Xiaoping sviluppando una "combriccola della famiglia Shangkun". Quando Xiaoping cominciò a istruire Jiang Zemin (ex governatore di Shanghai) su come succedergli come leader politico della Cina, Shangkun si oppose alla leadership di Zemin e Deng obbligò quindi Shangkun a ritirarsi con la sua famiglia nel 1992[44]. Volendo Deng lasciare il potere a Jiang Zemin, Yang Shangkun non fu rieletto nel Comitato Centrale. Nel 1993, scaduto il mandato da presidente della Repubblica, Shangkun si ritirò dalla vita politica. Morì nel 1998.
- Bo Yibo: Inizialmente sostenne i leader moderati del Partito che proposero di negoziare con i manifestanti e trovare un compromesso, ma venne in seguito persuaso ad appoggiare i membri del Partito che tenevano una linea dura nei confronti dei dimostranti (questi membri in questione credevano che gli studenti venissero segretamente controllati da "imperialisti con motivazioni ulteriori"). In definitiva, Yibo fu critico con i segretari Hu Yaobang e Zhao Ziyang e appoggiò la decisione di reprimere la protesta con la forza[45].
- Wang Zhen: Essendo stato uno degli architetti della soppressione violenta dei movimenti pro-democratici della protesta di piazza Tienanmen, Zhen venne citato nei Fogli di Tienanmen riguardo alla riunione con gli altri membri del PCC del 2 giugno 1989: "Dovremmo annunciare in anticipo a quelle persone che occupano la piazza che stiamo arrivando. Possono decidere di ascoltare o no, ma allora noi ci muoveremo. Se questo causerà morti, è tutta colpa loro. Non possiamo essere gentili o clementi contro l'anti-Partito, gli elementi anti-socialisti".
- Li Xiannian: Supportò ardentemente l'ascesa al potere di Jiang Zemin. Durante la protesta di piazza Tienanmen del 1989, Xiannian fu uno dei membri anziani più irriducibili. Fece pressione per l'attuazione di una risposta drastica alle manifestazioni e supportò il desiderio di Li Peng, cioè reprimere i manifestanti con l'uso della forza militare.
- Chen Yun: Yun si sentiva appagato nelle diatribe contro gli studenti e aveva attivamente richiesto una repressione violenta di questi ultimi. Yun concordò sulla decisione di sostituire Zhao Ziyang con Jiang Zemin come capo formale del PCC e appoggiò Li Xiannian riguardo alla nomina di Zemin come nuovo Segretario generale del Partito.
- Song Renqiong: Durante le dimostrazioni studentesche pro-democratiche del 1989, Renqiong appoggiò fervidamente Deng Xiaoping, il quale aveva deciso di utilizzare la violenza per stroncare il movimento. Secondo quanto riportato dai Fogli di Tienanmen del 2001, Renqiong non prese parte alla decisione finale della Commissione, riunitasi il 2 giugno 1989, ma continuò ad appoggiare Deng anche dopo la carneficina; iniziò anche a criticare l'ex Segretario generale Zhao Ziyang di aver indebolito il Partito quando si oppose all'uso della forza per reprimere la protesta[46].
- Peng Zhen: Si era già ritirato dalla scena politica nel 1988, ma rimase comunque una figura molto influente nel PCC. Zhen non partecipò direttamente all'assemblea del 2 giugno 1989 ma, come quasi tutti gli altri anziani del Partito, sostenne la rimozione dei riformisti Hu Yaobang e Zhao Ziyang e anche la repressione violenta della protesta pro-democratica[47].

### Opposizione di alcune autorità militari
Il 23 maggio dello stesso anno, 200000 truppe delle Forze di Terra dell'Esercito Popolare di Liberazione (costituite principalmente da fanti e carri armati) si avviarono verso Pechino per sgombrare la piazza. La 27ª armata era guidata da un parente del generale Yang Shangkun. Secondo i rapporti dell'Intelligence, la 27ª e 28ª unità erano state allontanate dalla capitale perché i soldati avevano cominciato a simpatizzare per i manifestanti. Altri rapporti rivelano che la 27ª unità aveva provocato la morte di vari civili e che alcuni elementi dell'unità avevano preso una posizione difensiva nella città, al fine di potersi potenzialmente difendere da attacchi di altri gruppi militari. Circolavano varie voci secondo cui alcuni militari di alto grado avevano cominciato a supportare i manifestanti democratici e che c'erano state ribellioni tra le truppe.
Il generale Xu Qinxian aveva rifiutato l'ordine verbale del generale Li Laizhu di inviare la 38ª unità nella piazza. Xu insistette per un ordine scritto. Xu venne immediatamente deposto dal suo comando e in seguito incarcerato per 5 anni ed espulso dal Partito.

### Lotta tra civili ed esercito
La notte del 3 giugno l'Esercito Popolare di Liberazione iniziò quindi a muoversi dalla periferia verso piazza Tienanmen. Prima dell'irruzione, il governo ordinò a tutti i cittadini di rimanere nelle loro case tramite annunci in televisione e al megafono, che rimasero inascoltati. Dopo esser venuti a conoscenza del fatto che centinaia di migliaia di soldati si stavano avviando verso Tienanmen, gli abitanti si riversarono nelle strade di Pechino, in modo da bloccarne l'avanzata. Come aveva già fatto 2 settimane prima, la gente costruì barricate e ostacoli. Alle 10:30 del mattino, vicino alla stazione Muxidi (dove risiedono ufficiali di alto grado del PCC con le loro famiglie), l'esercito cominciò a sparare sulla folla, facendo moltissime vittime. Molti manifestanti pacifici vennero massacrati dai soldati; la violenza esercitata dai militari sarebbe stata provocata dalla morte di alcuni di essi, ma secondo altri fu il governo a ordinare ai soldati di sgombrare la piazza con ogni mezzo.
Alcune fotografie mostrano i manifestanti mentre tirano pietre e molotov contro i poliziotti e i veicoli dei soldati posti nelle strade attorno alla piazza, incendiandoli, alcuni con i militari ancora all'interno.
Nelle foto si vedono soldati bruciati vivi nei loro mezzi corazzati, mentre altri erano stati picchiati a morte e cadaveri appesi. Sarebbero stati questi i motivi che avrebbero spinto i soldati a fare fuoco sui civili. I soldati setacciarono gli appartamenti nell'area con colpi d'arma da fuoco e molte persone all'interno dei balconi vennero quindi uccise. Secondo Timothy Brook e altri, era stato ordinato all'Esercito di assalire la piazza durante la mezzanotte. Disperati per il fatto di non riuscire a passare, alcuni ufficiali ignoti avrebbero ordinato alle truppe di utilizzare qualsiasi mezzo necessario per entrare nella piazza, aprendo quindi il fuoco sui civili che bloccavano la strada. John Pomfret, reporter del Washington Post, avrebbe affermato in seguito che "Deng Xiaoping e i membri anziani del Partito avessero deciso che, siccome credevano di essere di fronte a un movimento anti-rivoluzionario a livello nazionale simile a ciò che stava accadendo in Unione Sovietica, avevano bisogno di creare un podio insanguinato per far indietreggiare la popolazione nella sottomissione".
Le prime raffiche avrebbero quindi colto di sorpresa i civili, che inizialmente non credevano che i militari avessero fatto un avvertimento dal vivo. Tuttavia la gente decise di rimanere nelle strade e di resistere. Come le truppe si mossero verso la piazza, iniziò a infuriare una battaglia tra le strade che la circondavano. L'esercito tentò di liberare le strade usando gas lacrimogeni e colpi d'arma da fuoco. I manifestanti bloccarono lentamente l'avanzata nemica con barricate formate da veicoli, "sebbene in altri casi l'esercito distrusse le barricate e sparò ai civili". In molti casi i feriti vennero salvati dai guidatori dei risciò che si erano avventurati nel terreno abbandonato della piazza, cioè tra i militari e la folla, trasportando i feriti in ospedale. Durante l'assedio militare, molte persone indossarono delle fasce nere in segno di protesta contro il governo, affollando i viali o erigendo barricate. In molti casi, i soldati vennero tirati fuori dai carri armati, picchiati e ammazzati dai manifestanti.
Nel frattempo l'Esercito Popolare di Liberazione aveva sistematicamente stabilito vari punti di controllo intorno alla città, rincorrendo i manifestanti e bloccando il distretto universitario. Nella stessa piazza Tienanmen vi era un forte dibattito tra i manifestanti: alcuni, come Han Dongfang, promuovevano una ritirata pacifica, altri, come Chai Ling, di rimanere nella piazza. Alle 10 di sera, l'Esercito aveva raggiunto piazza Tienanmen e attendeva ordini dal governo. Venne detto ai soldati di non sparare, ma anche di sgombrare la piazza entro le 6 del mattino, senza eccezioni. Decisero quindi di proporre una finale offerta d'amnistia alle poche migliaia di studenti rimasti alla condizione di lasciare Tienanmen. Verso le 4 del mattino, i leader della protesta misero la questione ai voti: lasciare la piazza o rimanere e affrontare le conseguenze. I pochi studenti rimasti, qualche centinaio, lasciarono la piazza sotto la supervisione dei militari prima dell'alba.
I soldati all'interno dei mezzi corazzati si allinearono nelle strade, sparando avanti e lontano sui lati. Kate Adie della BBC parlò di "fuoco indiscriminato" all'interno della piazza. Charlie Cole, reporter e testimone oculare, vide sparare i soldati cinesi con dei fucili d'assalto Tipo 56 in mezzo alla gente vicino a un veicolo trasporto truppe che era stato appena incendiato. Gli studenti che cercavano riparo nei pullman vennero tirati fuori da gruppi di soldati e picchiati con bastoni pesanti. Molti degli studenti che tentarono di lasciare la piazza vennero malmenati. I leader della protesta all'interno di piazza Tienanmen, dove molti avevano tentato di costruire delle fragili barricate di fronte ai veicoli trasporto truppe dell'Esercito Popolare di Liberazione, si dice che avessero "implorato" gli studenti di non usare armi (come le bombe molotov) contro i soldati. Nel frattempo sembra che alcuni studenti, increduli e spaventati dalla brutalità e violenza delle forze armate, avessero gridato frasi come "Fascisti, smettetela di uccidere e abbasso il governo" e "Perché ci state uccidendo?". Katie Adie affermò in seguito di aver assistito alla morte di varie persone, di aver visto una donna ancora in vita con un proiettile ficcato in testa, molte persone ferite da colpi d'arma da fuoco e di essere entrata con la troupe in un ospedale vicino al campo di battaglia. Disse che, visto l'enorme numero di morti e feriti, le sale operatorie erano sovraffollate; disse anche che molte persone nelle strade avvicinatesi alla troupe erano tremanti di rabbia e paura; molti erano terrorizzati e avevano detto che "ci sarebbe stata una punizione"; non c'era una sola voce nelle strade che non esprimesse disperazione e collera; alcuni dissero alla troupe: "Ditelo al mondo".
Verso le 4 del mattino del 4 giugno, sempre secondo Cole, i carri armati sarebbero penetrati all'interno della piazza, annientando veicoli e schiacciando persone. Verso le 5:40 del mattino dello stesso giorno, piazza Tienanmen era stata sgombrata. In seguito alcuni giornalisti stranieri riportarono che c'erano state poche vittime durante lo stesso processo di liberazione della piazza, affermando che molte delle uccisioni avvennero nell'area della stazione Muxidi, verso la strada per piazza Tienanmen, ma non al suo interno.
Il mattino del 5 giugno, i manifestanti, i parenti dei feriti e dei morti, i lavoratori e gli abitanti infuriati tentarono di entrare nella piazza bloccata dai militari, ma vennero fucilati da questi ultimi. I soldati spararono ai civili alla schiena, mentre questi stavano scappando. Queste azioni vennero ripetute innumerevoli volte.
Dopo che l'Esercito ebbe riportato l'ordine nella capitale, i manifestanti continuarono a protestare in molte altre città della Cina per vari giorni. C'erano grandi manifestazioni a Hong Kong, dove la gente indossava le fasce nere in segno di solidarietà con i manifestanti e le vittime di Pechino. C'erano proteste a Canton e manifestazioni su vasta scala a Shanghai, con uno sciopero generale. Tra il 5 e il 9 giugno molte manifestazioni popolari presero vita anche in altre città cinesi, tra cui Xi'an, Wuhan e Nanchino. C'erano proteste anche in altri paesi, dove veniva adottato anche qui l'uso delle fasce nere. Secondo Amnesty International, sarebbero state uccise almeno 300 persone a Chengdu il 5 giugno. Le truppe di Chengdu utilizzarono granate con funzionamento a percussione, manganelli, coltelli e sproni elettrici per bestiame contro i civili. Era stato anche ordinato agli ospedali di non accettare studenti e la seconda notte delle proteste il servizio delle ambulanze venne fermato dalla polizia.
Il 9 giugno, Deng Xiaoping riapparve in pubblico per la prima volta dal giorno del massacro e tenne un discorso, che iniziò insieme a un gruppo di generali, in cui Deng definì "martiri" i militari morti durante la protesta. Deng affermò che il vero obiettivo del movimento era quello di rovesciare il Partito e lo Stato; "il loro obiettivo è quello di instaurare una repubblica borghese dipendente dall'Occidente", disse Deng riguardo agli studenti. Deng disse inoltre che i dimostranti avevano manifestato contro la corruzione per coprire la loro vera intenzione, cioè di rimpiazzare il sistema socialista. Disse che "l'intero mondo imperialista e occidentale progetti di far abbandonare agli stati socialisti la via socialista e quindi di portarli sotto il monopolio del capitale internazionale e sulla via capitalista".
In linea di massima, il governo cinese riottenne il controllo la settimana seguente all'attacco dei militari a piazza Tienanmen. Seguì una grande purga politica, in cui gli ufficiali responsabili di aver organizzato o giustificato le proteste furono rimossi e i leader della protesta di piazza Tienanmen imprigionati. Deng Xiaoping depose il riformista Zhao Ziyang dalla carica di Segretario generale del Partito, portando all'elezione di Jiang Zemin al suo posto, grazie anche a un compromesso con le più alte cariche statali di allora. Il regime cinese confinò Ziyang agli arresti domiciliari fino alla sua morte, avvenuta all'età di 85 anni nel 2005, 16 anni dopo la protesta di piazza Tienanmen.

### Il "Rivoltoso Sconosciuto"
Un coraggioso e anonimo ragazzo, chiamato Il Rivoltoso Sconosciuto, è uno dei simboli più incisivi e importanti della protesta di piazza Tienanmen, poiché si oppose al passaggio di un plotone di carri armati Tipo 59 e salì su uno di essi per parlare con i militari. Le varie foto che lo ritraggono sono tra le più famose del mondo. Il suo gesto eroico viene ancor oggi considerato un emblema della libertà e dell'opposizione alla dittatura. La versione più diffusa della famosa immagine è quella scattata dal fotografo Jeff Widener (Associated Press) dal sesto piano dell'hotel di Pechino, lontano all'incirca 1 km, con un obiettivo da 400 mm. Questa fotografia raggiunse tutto il mondo in brevissimo tempo. Divenne il titolo di testa dei principali giornali e riviste, divenendo il personaggio principale di innumerevoli articoli in tutto il globo; nell'aprile del 1998, la rivista Time ha incluso Il Rivoltoso Sconosciuto nella sua lista delle «persone che più hanno influenzato il XX secolo.» Come la stessa rivista scrive, citando uno dei leader del movimento pro-liberale cinese, «gli eroi nella fotografia del carro armato sono due: il personaggio sconosciuto che rischiò la sua vita piazzandosi davanti al bestione cingolato e il pilota che si elevò all'opposizione morale rifiutandosi di falciare il suo compatriota.»
Il fatto ebbe luogo nella grande arteria di Chang'an, vicinissima a piazza Tienanmen e lungo la strada verso la Città Proibita di Pechino, il 5 giugno 1989, il giorno dopo che il governo cinese incominciò a reprimere brutalmente la protesta. L'uomo si mise in mezzo alla strada davanti ai carri armati. Teneva una busta in una mano e la giacca nell'altra. Appena i carri armati giunsero allo stop il ragazzo sembrò volerli scacciare. In risposta, i carri armati provarono a girargli intorno, ma il ragazzo li bloccò più volte, mettendosi di fronte a loro ripetutamente, adoperando la resistenza passiva. Nelle foto è evidente, utilizzando le strisce sulla strada come riferimento, che i carri armati si sono mossi in avanti. Dopo aver bloccato i carri armati, il ragazzo si arrampicò sulla torretta del carro armato e si mise a parlare con il pilota. Diverse sono le versioni su che cosa si siano detti: "Perché siete qui? La mia città è nel caos per colpa vostra"; "Arretrate, giratevi e smettetela di uccidere la mia gente"; e "Andatevene!". Dopo aver parlato con il militare, il ragazzo scese dal carro che riprese subito ad avanzare, e quindi dovette bloccarlo nuovamente. Poco dopo arrivarono altri ragazzi (forse manifestanti); uno in bicicletta parlò brevemente con il Rivoltoso, poi altri lo sollevarono da terra e lo portarono qualche metro più a sinistra, poco distante dai carri armati, per poi rimetterlo a terra.
Un quotidiano britannico diffuse la notizia che il Rivoltoso Sconosciuto fosse stato giustiziato giorni dopo, ma la notizia non fu mai confermata. Non si sa chi sia il ragazzo, se sia libero o in carcere, vivo o morto. Sta di fatto che il suo eroismo e la sua capacità di riuscire a contrastare un nemico più grande di lui con una pacifica opposizione, l'hanno fatto entrare nella storia.

## Le conseguenze

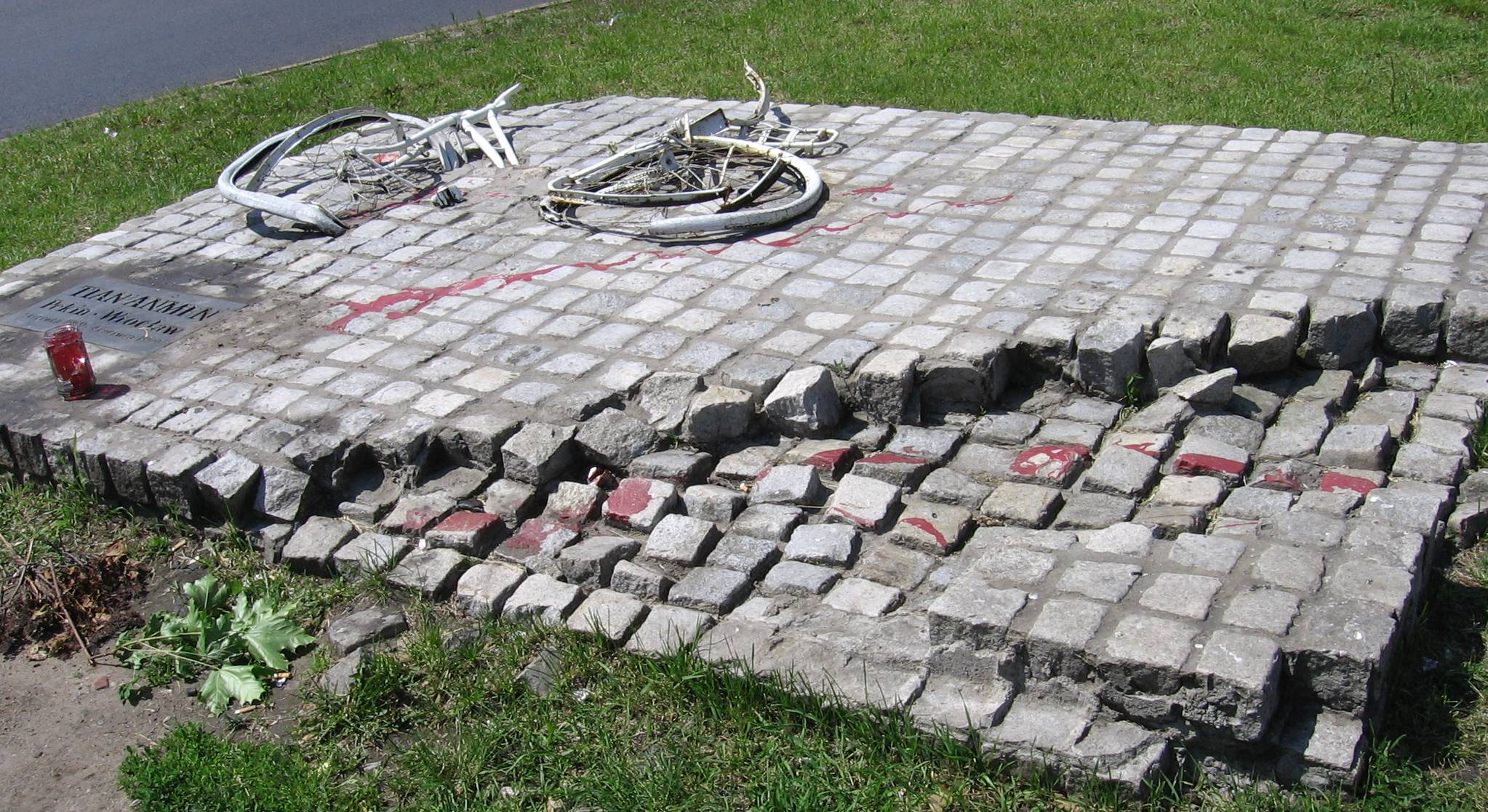
Una bicicletta distrutta e i segni del passaggio di un carro armato. Memoriale del X anniversario della protesta di piazza Tienanmen, Breslavia, Polonia, 1999.

Nei giorni seguenti si mise in atto una feroce caccia ai restanti contestatori, che furono imprigionati o esiliati. Il governo, inoltre, limitò l'accesso da parte dei media internazionali, dando la possibilità di coprire l'evento alla sola stampa cinese. Il 9 giugno Deng si assunse la responsabilità dell'intervento e condannò il movimento studentesco come un tentativo controrivoluzionario di rovesciare la Repubblica popolare cinese. Per legittimare la repressione, la propaganda ufficiale sostenne che i manifestanti avevano attaccato l'esercito, il quale, a costo di pesanti sacrifici, era comunque riuscito a "salvare il socialismo".
Il 13 giugno 1989 l'Ufficio di pubblica sicurezza di Pechino emise un mandato di arresto per 21 studenti identificati come leader della protesta. Questi 21 leader studenteschi più ricercati facevano parte della Federazione autonoma degli studenti di Pechino, la quale era stata determinante nelle proteste di piazza Tiananmen. A distanza di anni, tale lista non è mai stata ritirata dal governo cinese.
I volti e le descrizioni dei 21 leader studenteschi più ricercati venivano spesso trasmessi anche in televisione, seguendo quest'ordine: Wang Dan, Wuerkaixi, Liu Gang, Chai Ling, Zhou Fengsuo, Zhai Weimin, Liang Qingdun, Wang Zhengyun, Zheng Xuguang, Ma Shaofang, Yang Tao, Wang Zhixing, Feng Congde, Wang Chaohua, Wang Youcai, Zhang Zhiqing, Zhang Boli, Li Lu, Zhang Ming, Xiong Wei e Xiong Yan.
Ciascuno dei 21 studenti affrontò esperienze diverse dopo l'arresto o la fuga; mentre alcuni rimasero all'estero senza alcuna intenzione di tornare, altri scelsero di restare indefinitamente, come Zhang Ming. Solo 7 su 21 riuscirono a fuggire. Alcuni leader studenteschi, come Chai Ling e Wuerkaixi, migrarono negli Stati Uniti, nel Regno Unito, in Francia e in altre nazioni occidentali nell'ambito dell'operazione Yellowbird, organizzata dalle agenzie di intelligence occidentali come l'MI6 e la CIA di Hong Kong, all'epoca territorio britannico. Secondo il quotidiano The Washington Post, l'operazione coinvolse più di 40 persone ed ebbe le sue radici nell'Alleanza a sostegno dei movimenti democratici in Cina, costituita nel maggio 1989. Dopo la repressione delle proteste di Pechino, questo gruppo stilò un primo elenco di 40 dissidenti che a suo giudizio avrebbero potuto costituire il nucleo di un movimento democratico cinese in esilio.
I rimanenti leader studenteschi furono arrestati e incarcerati. Quelli che scapparono (sia nel 1989 che in seguito) ebbero generalmente difficoltà a rientrare in Cina. Il governo cinese preferì lasciare i dissidenti in esilio. Coloro che tentarono di rientrare, come Wuerkaixi, vennero semplicemente rimandati indietro ma non arrestati.
A livello internazionale, la repressione di piazza Tienanmen provocò la ferma condanna da parte di numerosi Paesi occidentali, che portò anche all'imposizione di un embargo sulla vendita di armi alla Cina. Oggi il clima si è rappacificato e la Cina è stata riaccolta dagli altri paesi nella politica globale, ma gli eventi di piazza Tienanmen sono ancora un argomento critico per il governo comunista cinese, che non fornisce versioni ufficiali dell'accaduto ed esercita forme di censura al riguardo. Deng Xiaoping, insieme ad altri che avevano tenuto una linea dura contro i manifestanti, come Li Peng, venne incolpato della crudele repressione delle proteste. La critica accusò Deng di reprimere ogni forma di libertà politica che potesse minare la condotta delle sue riforme economiche. Il coinvolgimento di Deng nella repressione dimostrò che possedeva ancora solidi poteri dittatoriali e che non esitava a usarli. Per anni dopo la repressione della protesta, gli oppositori di Deng, concentrati principalmente attorno alle università, bruciarono e ruppero anonimamente piccole bottiglie di vetro come segno di disprezzo nei suoi confronti, soprattutto nell'anniversario delle proteste; la parola usata per le piccole bottiglie suona proprio come Xiaoping (小瓶) in cinese. La censura fu brutale negli anni successivi. Il caso più noto è quello di Dalù, celebre conduttore della Radio di Shanghai che fu epurato per aver reso pubblico il fatto nel sesto anniversario della mattanza e ora rifugiato in Italia.

### Riforme politiche
A Hong Kong, la soppressione violenta delle proteste di Tienanmen del 1989 scatenò il timore che la Repubblica popolare cinese non avrebbe mantenuto le sue promesse riguardo al piano "un Paese, due sistemi" nell'imminente passaggio di sovranità del 1997. Una conseguenza di questo timore fu che il nuovo governatore di Hong Kong, Chris Patten, tentò di espandere la franchigia del consiglio legislativo di Hong Kong, provocando attriti con il governo cinese. La fine delle proteste del 1989 incise sulla crescente sensazione di liberalizzazione politica che era ben vista alla fine degli anni '80, facendo accantonare molte delle riforme democratiche proposte durante il decennio. Sebbene si sia verificato un certo incremento nella libertà individuale a partire dal 1989, le discussioni riguardo a riforme strutturali nel governo e nella costituzione del PCC continuarono a essere un tabù.
Tuttavia, nonostante alcune aspettative e il fatto che durante le proteste del 1989 il governo cinese rischiasse di essere deposto e sostituito dal Movimento democratico, durante i primi anni del XXI secolo il PCC continuava ad avere il controllo assoluto del paese, e il movimento studentesco originatosi a Tienanmen si sgretolò completamente.

### Impatto economico
Nei giorni immediatamente successivi alla fine delle proteste, l'ala conservatrice del PCC intendeva modificare alcune delle riforme di liberalizzazione del mercato intraprese come parte della Riforma economica cinese. Tuttavia, questi sforzi trovarono la dura resistenza dei governatori provinciali e vennero abbandonati completamente durante gli anni novanta a causa della caduta dell'URSS e del cosiddetto "viaggio al sud" di Deng Xiaoping, cioè le visite che il dirigente cinese fece nel 1993 nelle zone del sud dove erano state attuate le riforme economiche più ambiziose. Questo progetto fece da emblema per la cura delle riforme da parte del leader cinese, posto di fronte alle fazioni conservatrici che desideravano paralizzare o eliminare molte delle riforme.
La continuità della riforma economica provocò un'intensa crescita economica negli anni 1990, restituendo al governo una buona parte dell'appoggio che aveva perduto nel 1989 (anche perché nessuno dei dirigenti attuali del governo cinese si era astenuto dalla decisione di reprimere con la forza i manifestanti). Solo una delle figure prominenti del governo, l'ex primo ministro Wen Jiabao, aveva aiutato Zhao Ziyang nei suoi incontri con i manifestanti. Jiabao riuscì comunque a sopravvivere politicamente al seguito delle manifestazioni, a differenza di Zhao che venne posto agli arresti.
Anche se la battaglia di piazza Tienanmen fu persa, rimase un segnale forte di cui i dirigenti del PCC avrebbero tenuto conto in seguito; da allora, infatti, il potere si rese conto che se avesse voluto conservarsi in futuro, avrebbe dovuto portare la Cina sulla via della modernità. Fino ad allora il potere aveva potuto vivere tranquillo entro i confini della Grande Muraglia, ma con l'avvento di mezzi di comunicazione globale questo non sarebbe più stato possibile, perché una fetta di popolazione che aveva accesso al mondo esterno rimaneva e sarebbe rimasta sempre più attratta dallo stile di vita occidentale, dai beni di consumo occidentali e dalla speranza di una vita "migliore".
Dopo questo episodio, per tutti gli anni '90 la Cina ha intrapreso a tappe forzate la via del capitalismo attraverso uno sviluppo rapidissimo, supportato sia dai massicci investimenti statali, specialmente nei settori dell'energia e delle materie prime, sia dai crescenti investimenti da parte delle multinazionali di tutto il mondo, le quali vedevano e vedono tuttora nell'apertura del mercato cinese un immenso serbatoio di occasioni per produrre a basso costo e con estreme semplificazioni dal lato del mercato del lavoro. Tutto questo è avvenuto e avviene ancora con tassi di incremento del PIL compresi fra il 7 e il 10% e, ad oggi, la Cina è la seconda economia del mondo, avendo già superato Italia, Francia, Regno Unito, Germania e Giappone.

## Il bilancio delle vittime

Striscione di protesta contro la strage innalzato dagli studenti all'università di Bologna

La Croce Rossa cinese inizialmente riferì di 2600 morti e 30000 feriti, ma poi ritrattò. L'esagerazione delle stime iniziali in occidente derivò proprio dalle dichiarazioni della Croce Rossa cinese, che si era basata su informazioni non verificabili.
Chen Xitong, sindaco di Pechino, dichiarò che i morti civili sarebbero stati 200, con più di 3000 feriti, e che "diverse decine" di soldati sarebbero stati uccisi. Amnesty International ha stimato che i morti siano state alcune centinaia, circa 1000.
Il The New York Times stima che ci siano state tra le 400 e le 500 vittime, sommando i dati delle morti registrate negli ospedali e i numeri ipotetici di corpi portati via dai manifestanti e non consegnati alle strutture ospedaliere.
Nel 2011 i cablogrammi ottenuti da WikiLeaks hanno messo in dubbio che si sia verificata una vera e propria carneficina all'interno della piazza. Il Telegraph riporta infatti che secondo i dispacci fra le ambasciate occidentali furono esplosi solo sporadici colpi di armi da fuoco all'interno di piazza Tienanmen, al contrario di altre zone al di fuori del centro di Pechino. Nel 2009, James Miles, che all'epoca era il corrispondente della BBC a Pechino, ha dichiarato di aver "trasmesso un'impressione sbagliata" con i suoi report e che "non c'è stato alcun massacro in piazza Tienanmen". Il reporter ha dichiarato che quando l'esercito è entrato nella piazza, i manifestanti se ne sono andati dopo un accordo con le truppe. Secondo la testimonianza diretta di un diplomatico cileno, inoltre, la maggior parte dei soldati entrati in piazza Tienanmen era dotata solo di armamenti antisommossa, come manganelli e mazze di legno.

## Data tabù
Si tratta di una data che ai cinesi è proibito commemorare. Fino al 2020 a Hong Kong si poteva ancora ricordare quell'evento. In seguito non più.
Nel 2023, la polizia ha arrestato oltre 20 persone, tra cui l'attivista Alexandra Wong, nel 34º anniversario della sanguinosa repressione di piazza Tiananmen per "violazione della pace". Nel 2024 la piazza era ancora chiusa. Arrestata a Hong Kong "Nonna Wong": reggeva un mazzo di fiori e gridava "Il popolo non dimenticherà". A Taiwan l'evento è stato ricordato a Taipei con una manifestazione a cui hanno partecipato diverse centinaia di persone. Il presidente Lai Ching-ter ha dichiarato: "La memoria del 4 giugno non scomparirà nel torrente della storia".

## Influenza culturale

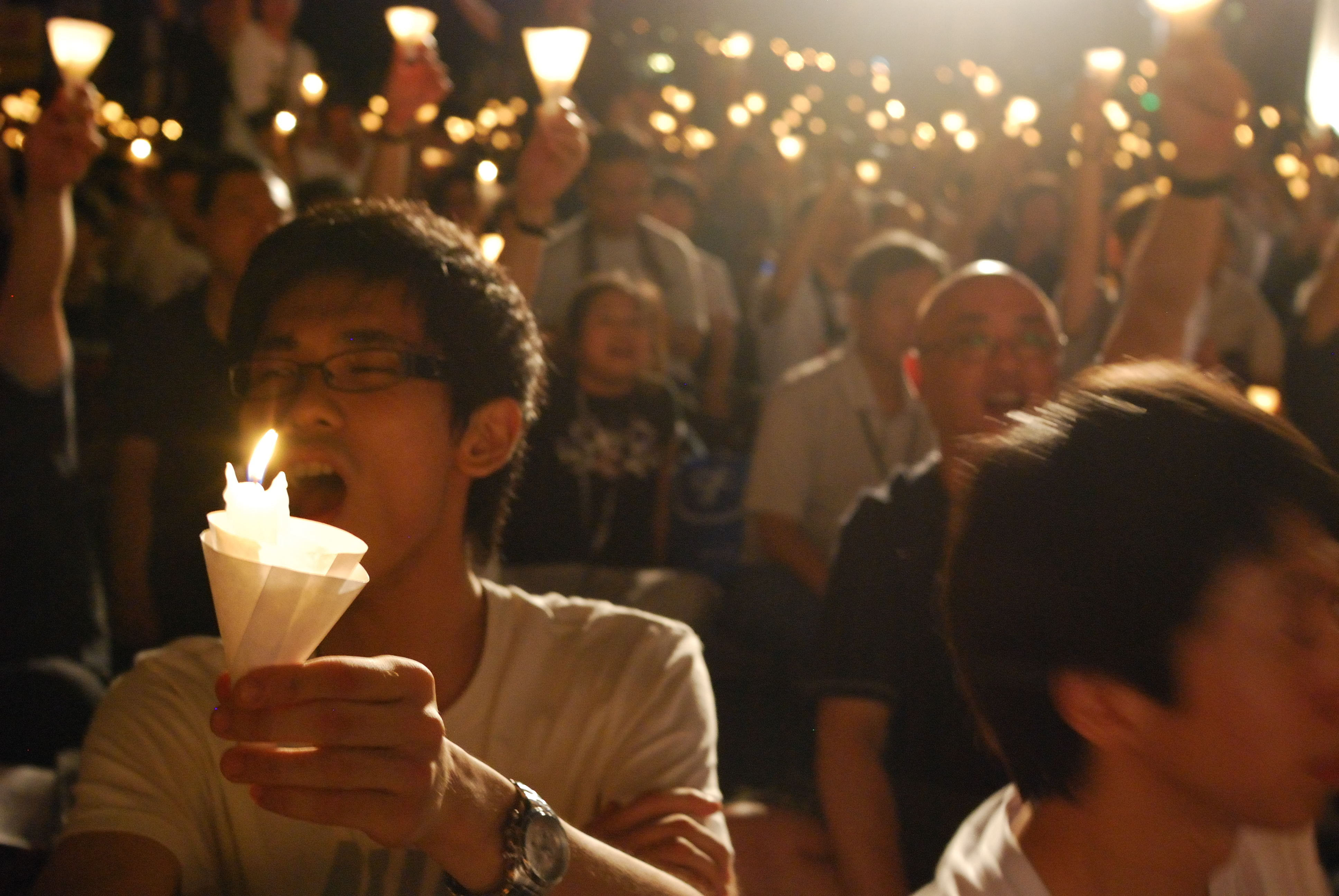
Fiaccolata per il XX anniversario della protesta, Hong Kong, 2009

Diversi attivisti hanno onorato la memoria della protesta, tra cui Dalù e Nathan Law, rifugiati politici brutalmente perseguitati dal regime.
- Numerose opere di cantautori e gruppi musicali sono ispirate a questi fatti, tra cui Uno come noi dei Nomadi, Davide e Golia del Gen Rosso, dedicate in particolare allo studente che fermò un'intera colonna di carri armati, la prima versione de Il vento dei Litfiba tratta dall'album Pirata del 1989, Città proibita dei Pooh, dall'album Uomini soli del 1990 e Tiananmen dei Kalashnikov. Tieniamente di Claudio Baglioni è una canzone che fa parte dell'album Oltre del 1990; il testo è unicamente composto dalle parole Tienanmen e Tieni a mente. Un'altra canzone che parla dell'evento contestualizzandolo nei confini temporali di quello che probabilmente è stato uno degli anni più significativi dello scorso secolo per la politica internazionale è 1989 del gruppo aretino dei Negrita.
- Roger Waters (ex leader dei Pink Floyd) nel brano Watching tv incluso nell'album Amused to Death del 1992 racconta la storia di una studentessa uccisa nella strage di piazza Tienanmen. Il video del pezzo, inoltre, mostra le immagini reali della protesta e della repressione.

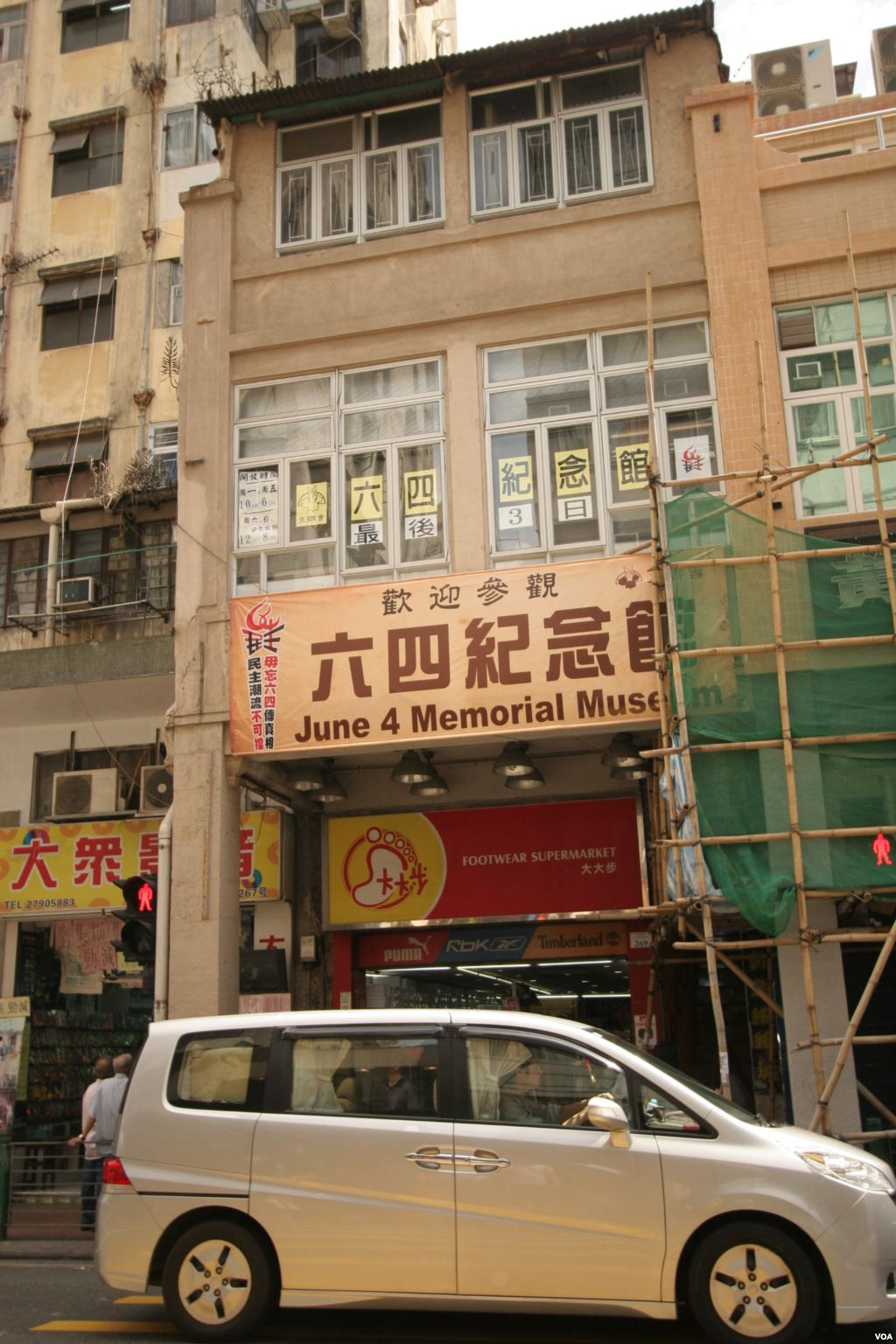
Il Museo Memoriale del 4 giugno di Hong Kong, rimasto aperto dal 29 aprile al 10 giugno 2012.

- Nell'album The Politics of Ecstasy, il secondo disco della band di Seattle Nevermore, è presente una canzone intitolata The Tiananmen Man. Nel singolo Hypnotize dei System of a Down c'è un chiaro riferimento ai giovani protestanti. Altra canzone basata su quest'avvenimento è, appunto, Tien an men dei CCCP Fedeli alla linea, contenuta nell'album Live in Punkow.
- Un riferimento a questi fatti c'è anche nella prima versione della canzone Il vento dei Litfiba contenuta nell'album Pirata proprio del 1989. Nel video della canzone Refuse/Resist dall'album Chaos AD dei brasiliani Sepultura sono visibili alcune scene della protesta. Infine un riferimento agli eventi di piazza Tienanmen è presente nel brano Democracy di Leonard Cohen, dall'album The Future. Nel video del singolo del 2015 Freedom! di Pharrell Williams è rappresentata la protesta con delle immagini in stop motion riprodotte con il LEGO (0:58).
- L'episodio del ragazzo davanti ai carri armati appare anche nel cartone I Griffin, nel quale il ragazzo è con Peter Griffin. In una puntata dei Simpson in cui Homer e famiglia vanno in Cina, passano in piazza Tienanmen dove c'è un monumento con una targa riportante: "in questa piazza nel 1989 non accadde nulla". È un chiaro riferimento ironico al massacro e alla massiccia censura esercitata dal governo cinese per impedire la sua promulgazione da parte dei media internazionali.
- Una delle immagini artistiche, oltre alla Dea della Democrazia, più emblematiche della protesta e della conseguente strage di Tienanmen è sicuramente il dipinto L'esecuzione, di Yue Minjun, tra l'altro emblema del movimento artistico cinese definito come "realismo cinico". Nel quadro sono raffigurati due gruppi di uomini, per aspetto identici a Minjun, che sorridono ampiamente; gli uomini del primo gruppo sono in mutande, mentre quelli del secondo sono vestiti con abiti d'ufficio e fanno finta di imbracciare dei fucili e di puntarli contro il primo gruppo.[96]